# Instituto Alicantino de Cultura Juan Gil-Albert
El Instituto Alicantino de Cultura Juan Gil-Albert es un organismo dependiente de la Diputación de Alicante, España. Toma su nombre en honor del escritor alcoyano Juan Gil-Albert.
El predecesor del actual Instituto fue el Instituto de Estudios Alicantinos, organismo creado en el año 1953. Forma parte de la Confederación Española de Centros de Estudios Locales (CECEL), y esta, a su vez, del Consejo Superior de Investigaciones Científicas (CSIC) del Ministerio de Educación y Ciencia de España.
Desde el año 2008 tiene su sede en la calle San Fernando 44, Casa Bardín, Alicante.
En las jornadas culturales celebradas en el Instituto Gil-Albert han estado presentes personalidades como por ejemplo el periodista Juan Ramón Gil y el empresario y productor cinematográfico Jesús Navarro.

## Directores
Desde su constitución en 1984, la institución ha sido dirigida por diversas personalidades del mundo de la cultura:
- José María Tortosa Blasco (1984-1988)
- Emilio La Parra López (1988-1995)[4]
- Adrián Espí Valdés (1996-2003)
- Joaquín Santo Matas (2003-2009)
- Francisco Sánchez Martínez (2009-2011)[5]
- José Luis Vicente Ferris (2011-2015)[6]
- José Ferrándiz Lozano (2015-2019)[7]
- María Teresa Pérez Vázquez (2020-2021) [8]
- Pilar Tébar Martínez (2021-2023)[9]
- Cristina Martínez Álvarez (2023) [10]